# المؤامرة الإرهابية لكأس العالم 1998
في الفترة من مارس إلى مايو 1998، كشف إنفاذ القانون الأوروبي عن مؤامرة إرهابية ضد كأس العالم 1998 في فرنسا. تم إلقاء القبض على أكثر من 100 شخص في سبعة بلدان نتيجة للمؤامرة. وبتنظيم من الجماعة الإسلامية المسلحة الجزائرية وبدعم من قائد القاعدة أسامة بن لادن، يُعتقد أن المؤامرة قد استهدفت مباراة إنكلترا – تونس في يونيو 1998، وشملت التسلل إلى ستاد فيلودروم في مارسيليا من أجل الهجوم على اللاعبين والمتفرجين أثناء اللعبة، والهجوم على الفندق في باريس، الذي يستضيف الفريق الوطني للولايات المتحدة، وأخيرا اختطاف طائرة، وصدمها بمصنع الطاقة النووية بالقرب من بواتييه.